# Grand Prix Toskanii Formuły 1
Grand Prix Toskanii – wyścig rozgrywany w ramach sezonu 2020 Mistrzostw Świata Formuły 1. Pierwszy wyścig mistrzostw świata organizowany na torze Mugello.

## Historia
Należący do Ferrari tor Mugello starał się o organizację zawodów Formuły 1 od 2014 roku, kiedy to niepewna była sytuacja toru Monza. Po raz kolejny toskański tor wyraził chęć przejęcia Grand Prix Włoch w sezonie 2020. Miało to związek z pandemią COVID-19, w wyniku której odwołano znaczną część zaplanowanych wyścigów, a ponadto niejasna była organizacja Grand Prix Włoch na Monzy. Ponadto chęć organizacji wyścigu Formuły 1 na Mugello wyraziły władze sportu, które wyrażały wolę przeprowadzenia w 2020 roku dwóch wyścigów we Włoszech, odrzucając przy tym tor Imola. Dodatkowym argumentem był fakt, iż w tej sytuacji tysięczny wyścig Ferrari w Formule 1 odbyłby się we Włoszech. W lipcu potwierdzono, iż 13 września 2020 odbędzie się wyścig na torze Mugello, pod nazwą Grand Prix Toskanii.
Pod koniec lipca potwierdzono organizację trzeciego wyścigu we Włoszech w sezonie 2020 – Grand Prix Emilii-Romanii na torze Imola. Do tej pory raz w historii Formuły 1 jeden kraj organizował trzy Grand Prix w jednym sezonie. W 1982 roku w Stanach Zjednoczonych odbyły się Grand Prix USA Zachód, USA Wschód i Las Vegas.

## Zwycięzcy Grand Prix Toskanii
| Sezon | Kierowca       | Konstruktor | Tor             |        |
| ----- | -------------- | ----------- | --------------- | ------ |
| 2020  | Lewis Hamilton | Mercedes    | Mugello Circuit | Wyniki |
| Sezon | Kierowca       | Konstruktor | Tor             |        |